# Bahnhof Debalzewe
Koordinaten: 48° 21′ 16,5″ N, 38° 25′ 40,1″ O

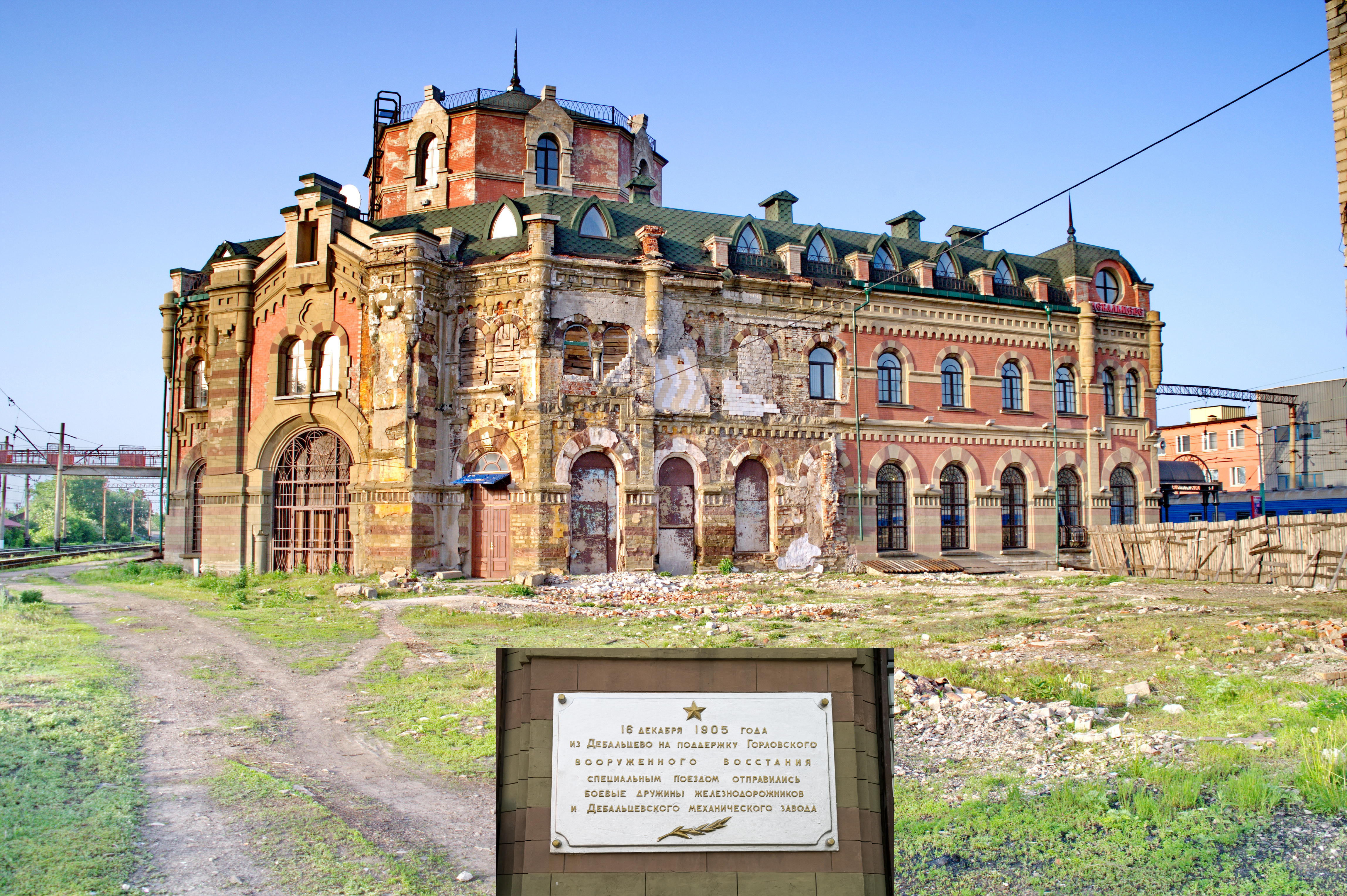
Bahnhofsgebäude, Mai 2012

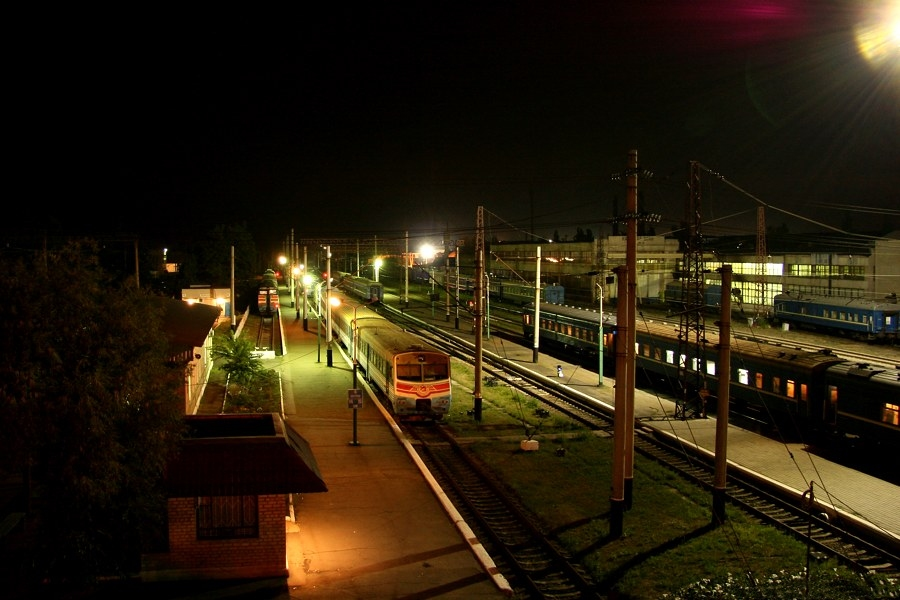
Bahnhof bei Nacht, 2009

Der Bahnhof Debalzewe ist eine Bahnstation in der ukrainischen Stadt Debalzewe in der Oblast Donezk.

## Streckenanbindung
Er liegt an der Eisenbahnstrecke zwischen Luhansk im Nordosten und Horliwka und Donezk im Südwesten. Eine weitere Strecke führt nach Stachanow.

## Geschichte
Der Bahnhof wurde 1878 eröffnet und führte erst zur Entstehung der Stadt Debalzewe. Gegen Ende des Russischen Kaiserreichs wurden die Eisenbahnanlagen um einen der dort damals wenigen Rangierbahnhöfe mit Ablaufberg ergänzt. Im Russischen Bürgerkrieg fiel die sowjetische Panzerzugkommandeurin Ljudmila Naumowna Mokijewskaja-Subok bei heftigen Kämpfen um den Bahnhof, woran ein Obelisk in Debalzewe erinnert.
Vor dem Krieg in der Ukraine seit 2014 bestanden direkte Fernverbindungen nach Kiew, Luhansk, Odessa, Simferopol und Charkiw.
Mitte 2014 wurde der Bahnverkehr kriegsbedingt eingestellt. Seit dem 17. Februar 2015 befindet sich der Bahnhof unter der Kontrolle der Separatisten. Mitte Mai 2015 berichteten die Medien, dass zumindest 1 Zug im Bahnhof täglich verkehre.